# 亨利·傑克遜 (英國皇家海軍軍官)
亨利·布拉德瓦·傑克遜爵士，GCB，KCVO，FRS（英語：Sir Henry Bradwardine Jackson，1855年1月21日—1929年12月14日），英國皇家海軍高級將領，軍階為海軍元帥，曾參與祖魯戰爭，是當時世界上最早實用化艦對艦無線電通訊系統的技術人員之一，還擔任過皇家海軍戰爭學院的董事、第三海務大臣等職務。第一次世界大战開始後，傑克遜是積極推動攻擊德國海外殖民地的英國海軍人物之一，後英軍在加里波利戰役失利後，傑克遜接替費舍爾為第一海務大臣，但於1916年12月因為德軍驅逐艦出現在英吉利海峽而被撤職。